# Leopoldstädter Tempel
El Leopoldstädter Tempel va ser la major sinagoga de Viena, en el districte (Bezirk) de Leopoldstadt a Àustria. També era coneguda com la Bethaus Israelitische in der Wiener Vorstadt Leopoldstadt. Va ser construïda en 1858 en estil morisc Revival per l'arquitecte Ludwig Förster. La façana tripartida de la Leopoldstädter amb la seva secció central elevada flanquejada per ales inferiors a cada costat es va convertir en el model per a nombroses sinagogues neomorisques, incloent la de Zagreb, la Sinagoga Espanyola de Praga, la sinagoga de Cracòvia i el Temple Coral de Bucarest. Va ser destruïda durant la Kristallnacht el 10 de novembre de 1938.